# Alejandro Pérez Lugín

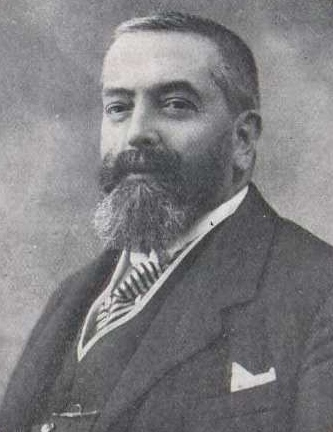
Alejandro Pérez Lugín.

Alejandro Pérez Lugín, född den 22 februari 1870 i Madrid, död den 5 september 1926 i La Coruña, var en spansk prosadiktare.
Pérez Lugín skrev i en lätt flytande stil ett antal romaner, som kännetecknas av sund realism. De främsta är El torero artista (1911), De Titta Ruff o, pasando por Machaquito (1912), Kikiriki! (1914), La casa de Troya (1915; prisbelönad av Spanska akademien), om studentlivet i Santiago, La amiga del Rey, las tiples et cetera (1917) och Currito de la Cruz (1922).